# Ингрид Бетанкур
Ингрид Бетанкур Пулесио (на испански: Íngrid Betancourt Pulecio) е френско-колумбийски политик, бивш кандидат за президент на Колумбия и бивш депутат от Зелената партия в парламента на Колумбия.
На 23 февруари 2002 г. е отвлечена от колумбийските Революционни въоръжени сили (ФАРК) и държана в плен повече от 6 години. Освободена е заедно с 14 други заложници след успешна операция на колумбийски военни на 2 юли 2008 г.